# Oberwillingen

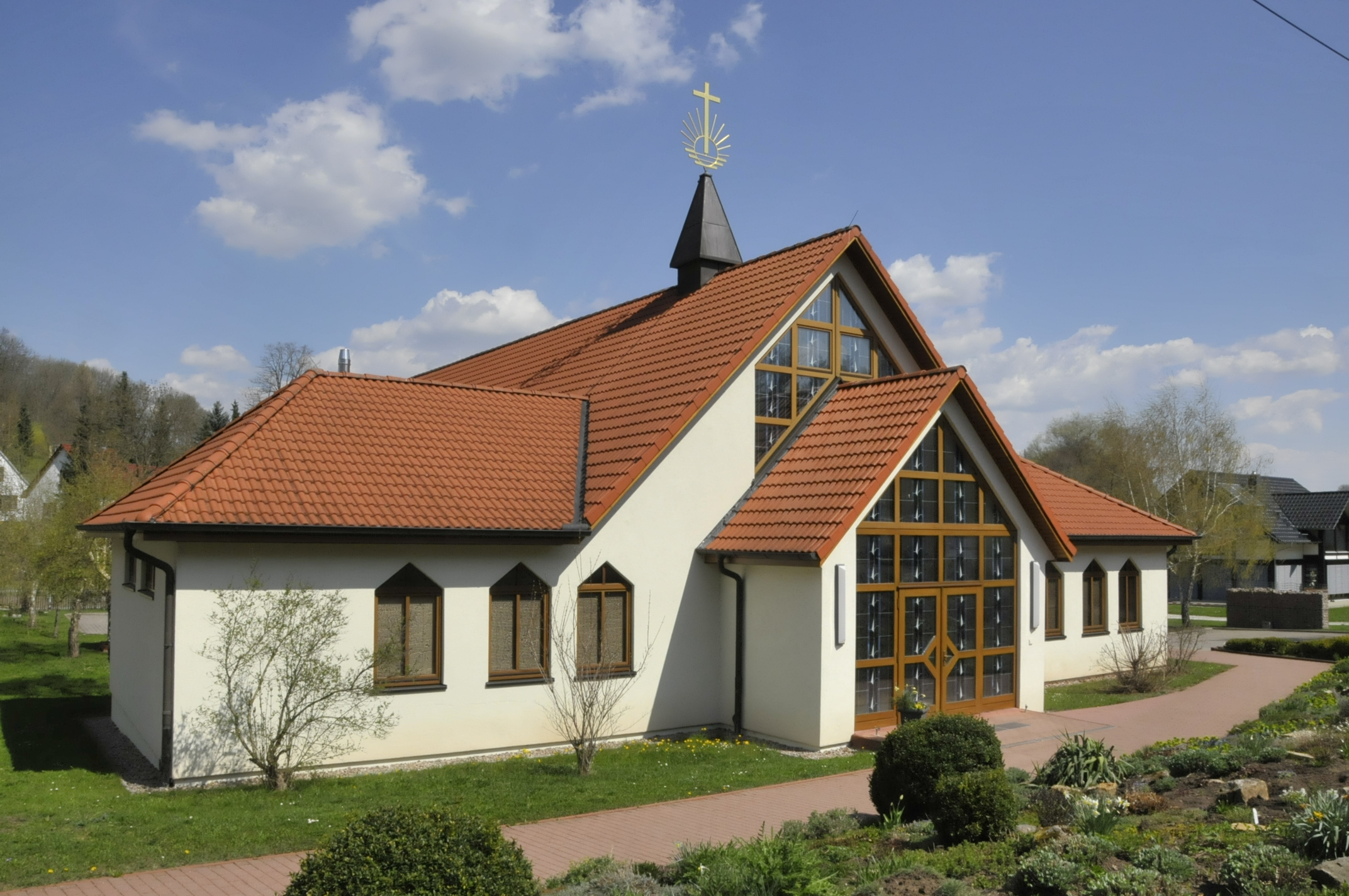
Neuapostolische Kirche

Oberwillingen ist ein Ortsteil der Stadt Stadtilm im Ilm-Kreis (Thüringen) mit etwa 200 Einwohnern.

## Geografie
Oberwillingen liegt im Westen der Gemeinde Ilmtal, jedoch nicht im Einzugsgebiet der Ilm, sondern an der Wipfra, die zum Einzugsgebiet der Unstrut gehört. Der Ort liegt in 370 Metern Höhe am östlichen Fuß des 502 Meter hohen Willinger Bergs am Schnittpunkt von Thüringer Becken im Norden, Ilm-Saale-Platte im Südosten und Vorland des Thüringer Waldes im Südwesten. Die Gemarkung Oberwillingens ist von Feldern geprägt, nur am Willinger Berg befindet sich ein Buchenmischwald, der das Naturschutzgebiet Willinger Berg bildet. Nachbarorte sind das unmittelbar östlich gelegene Niederwillingen und das unmittelbar westlich gelegene Behringen. Etwas weiter südlich liegen Traßdorf und Griesheim.

## Geologie
In Oberwillingen befindet sich der Oberwillinger Spring, in dem versickertes Ilmwasser aus Griesheim wieder zu Tage tritt.

## Geschichte
Vor 900 wurde in einer Urkunde des Klosters Fulda erstmals ein Dorf namens Welehingin erwähnt. Dabei handelt es sich wohl um Ober- und/oder Niederwillingen. Getrennt nach Ober- und Niederwillingen tauchen die Orte in Urkunden erst ab 1429 auf. Als erste urkundliche Erwähnung des Ortes weist Wolfgang Kahl 1349 aus. Das Dorf lag seit dem Mittelalter in der Einflusssphäre der Grafen von Schwarzburg und war von 1599 bis 1920 Teil des Amtes Arnstadt in der Oberherrschaft in Schwarzburg-Sondershausen. Am 1. Juli 1950 wurde der Ort Teil der Gemeinde Niederwillingen, die am 1. Juni 1996 in der Gemeinde Ilmtal aufging. Diese wurde wiederum am 6. Juli 2018 nach Stadtilm eingemeindet.

## Sehenswürdigkeiten
Oberwillingen ist Sitz eines evangelischen Kirchspiels, dem auch die Kirchgemeinden von Behringen, Großliebringen, Kleinliebringen, Niederwillingen und Roda angehören. Die Dorfkirche ist ein massiver Bau aus Natursteinen, der im 10. Jahrhundert errichtet und im 13. Jahrhundert umgebaut wurde. Damit gehört die Kirche zu den ältesten der Region. Allerdings sind heute nur noch Turm und Chor östlich des Turms nutzbar. Der größere westliche Teil des Kirchenschiffs ist seit Mitte der 1980er Jahre eine dachlose Ruine. Der barocke Turmhelm wurde durch ein einfaches Dach ersetzt.
Oberwillingen ist darüber hinaus Sitz einer neuapostolischen Gemeinde. Ihr Gotteshaus ist ein Neubau aus der Zeit nach 1990.

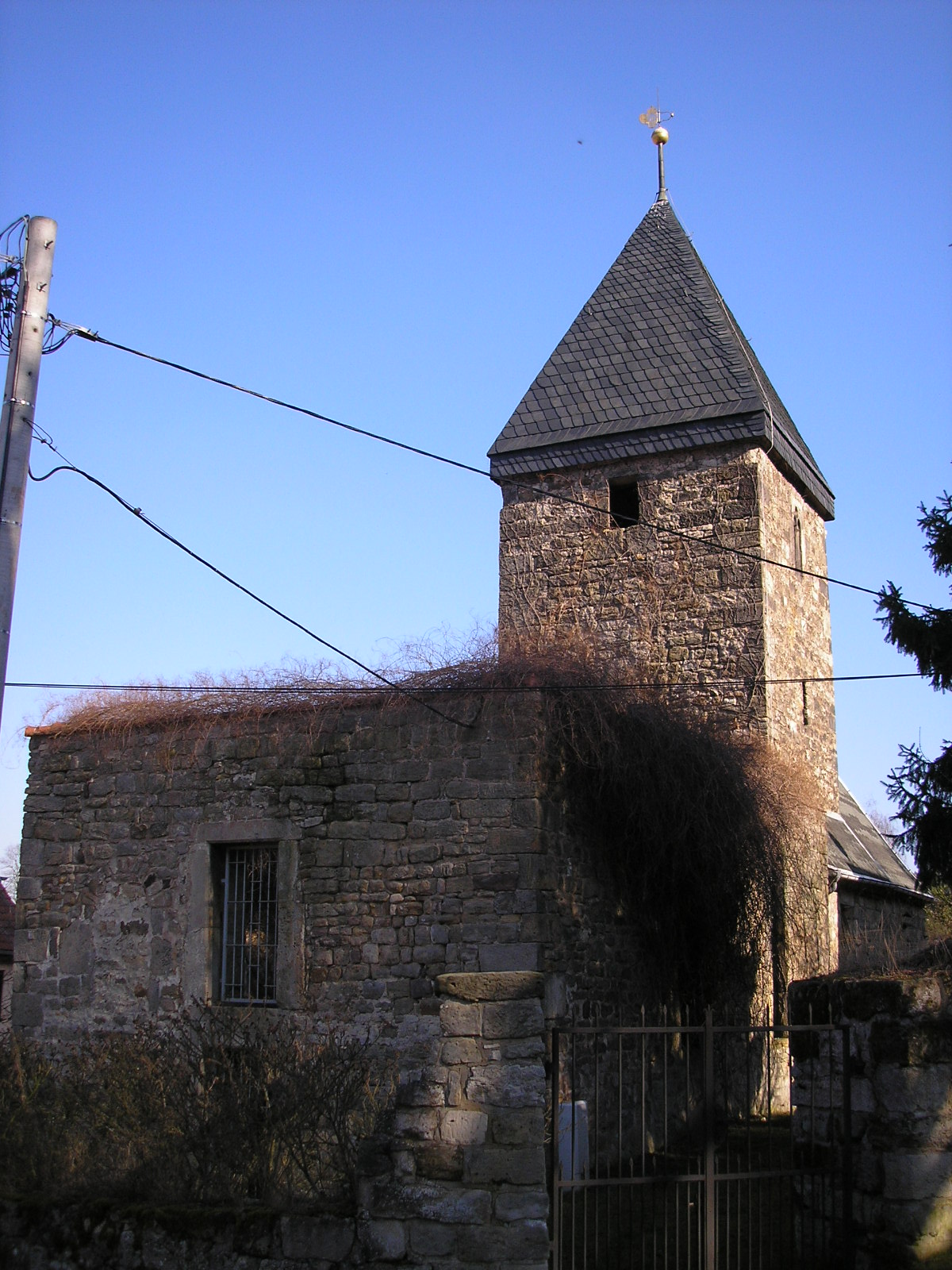
Dorfkirche
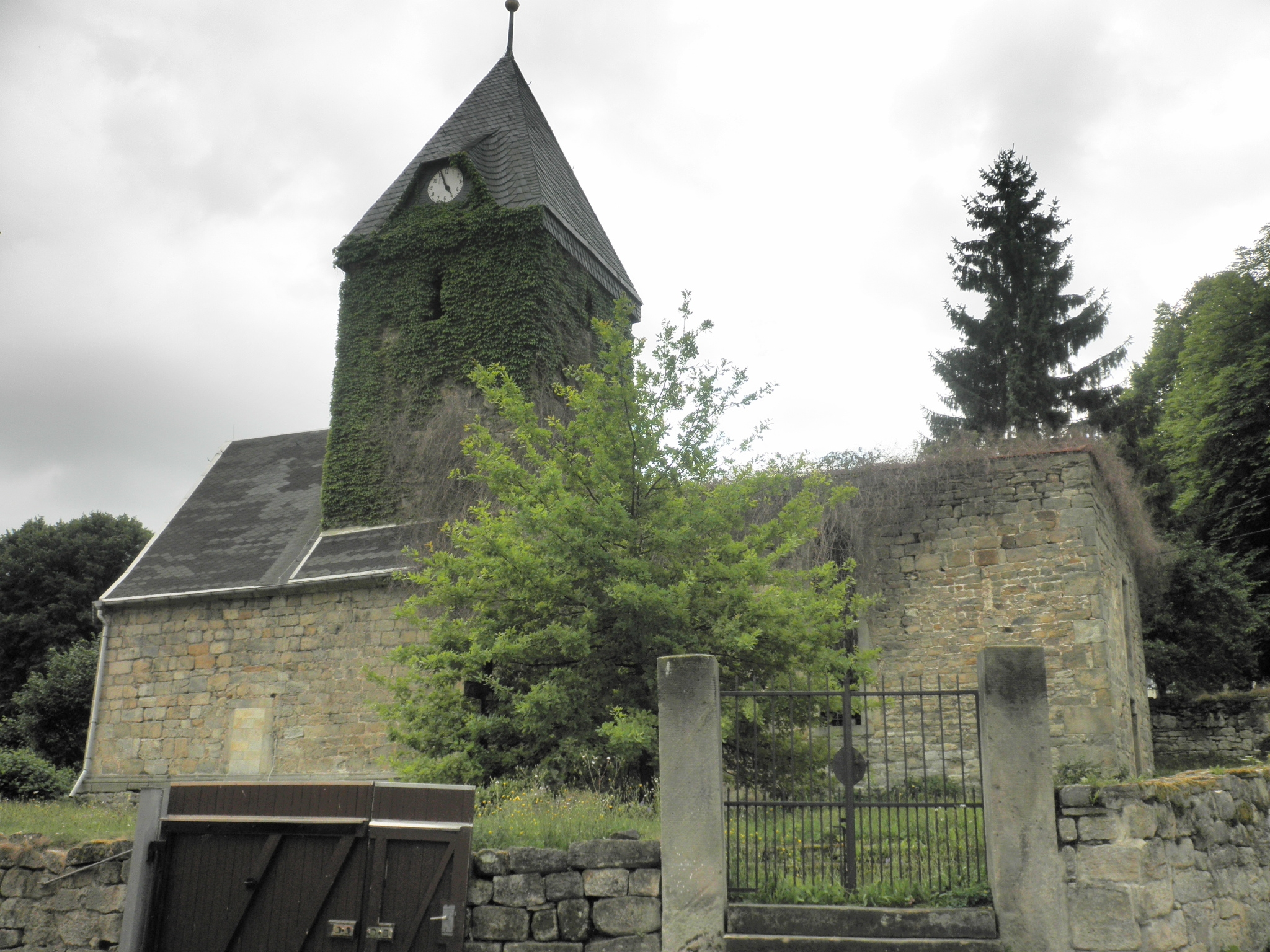
Dorfkirche
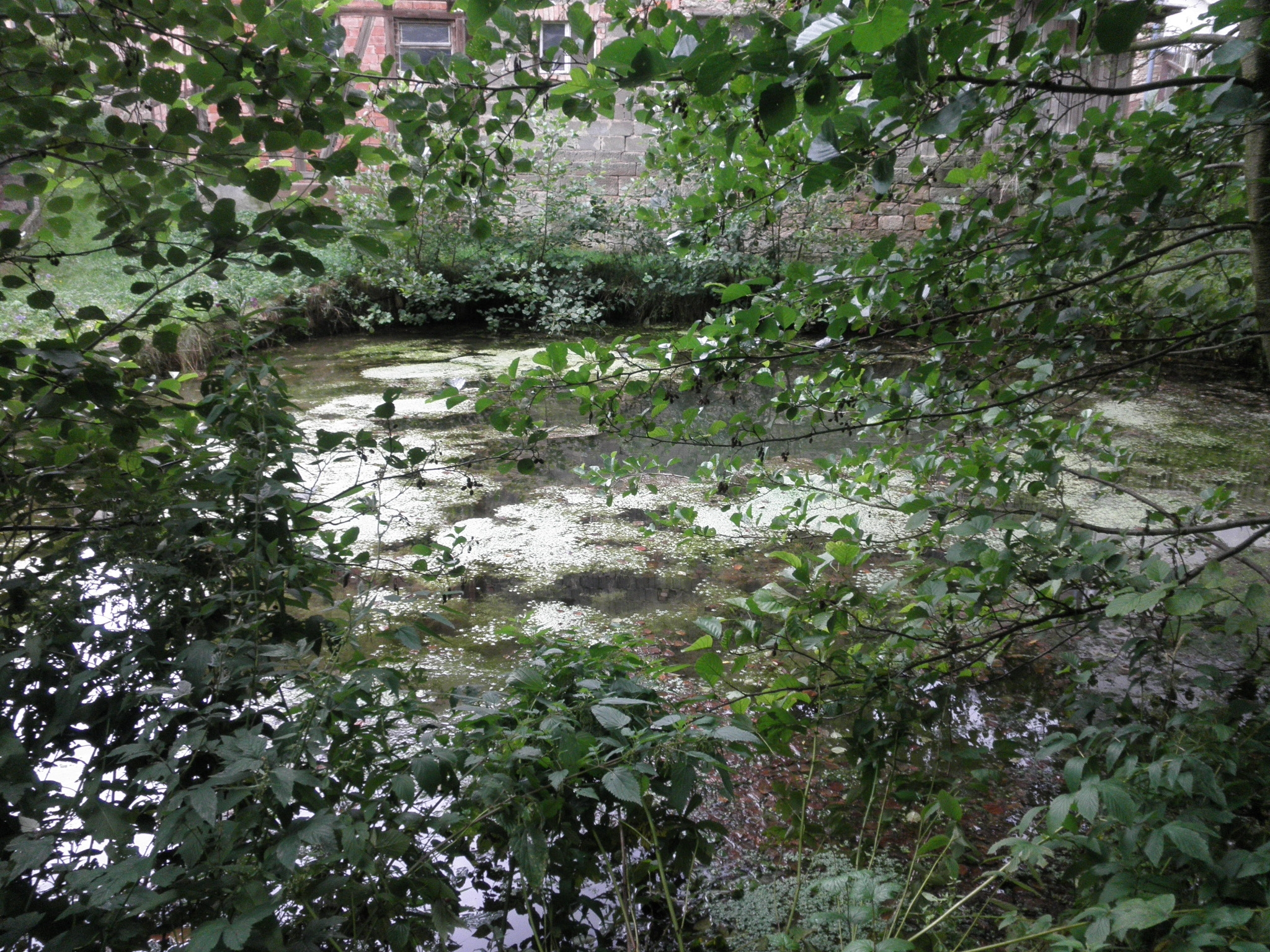
Spring-Quelle
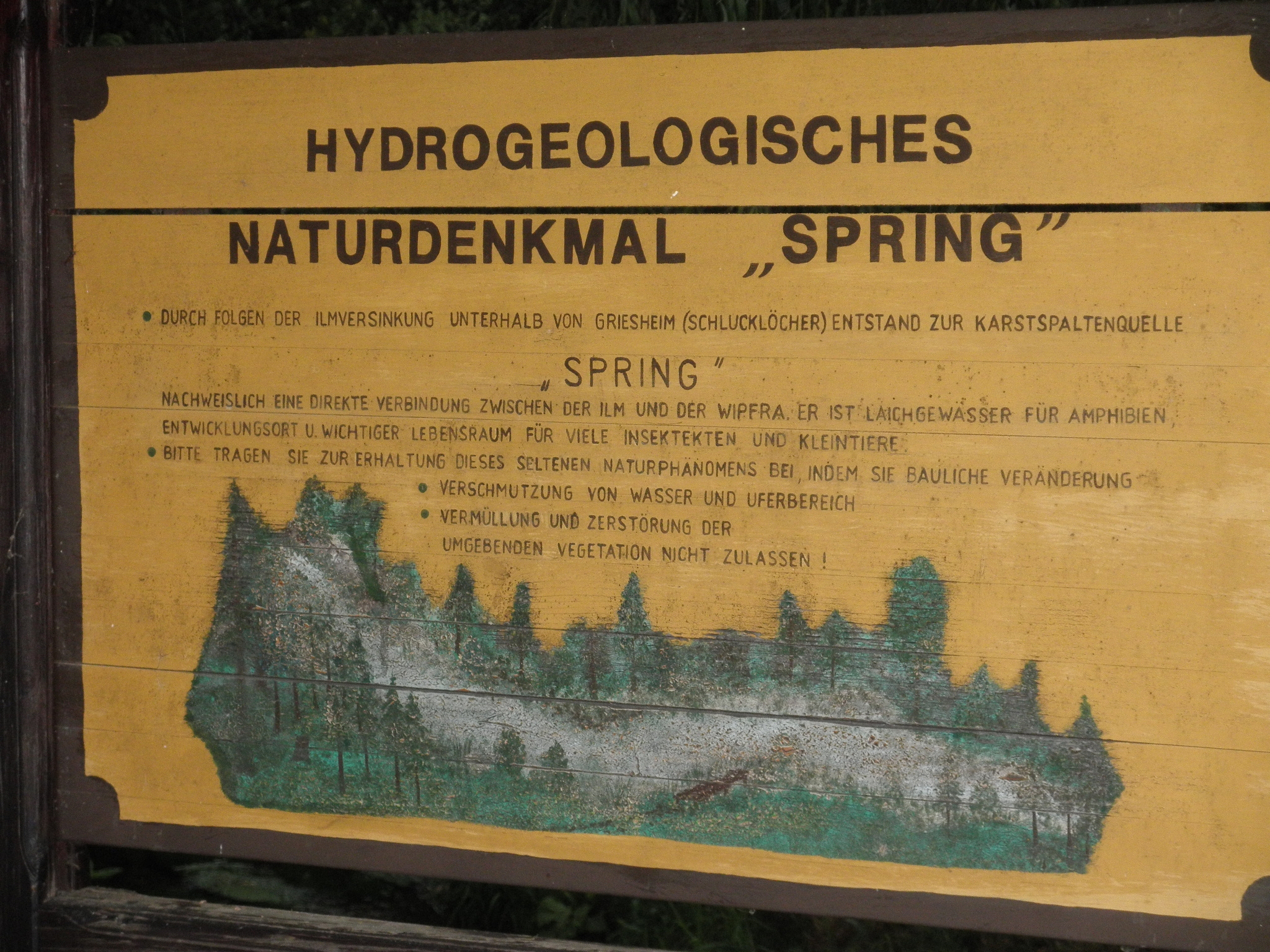
Infotafel zum Spring
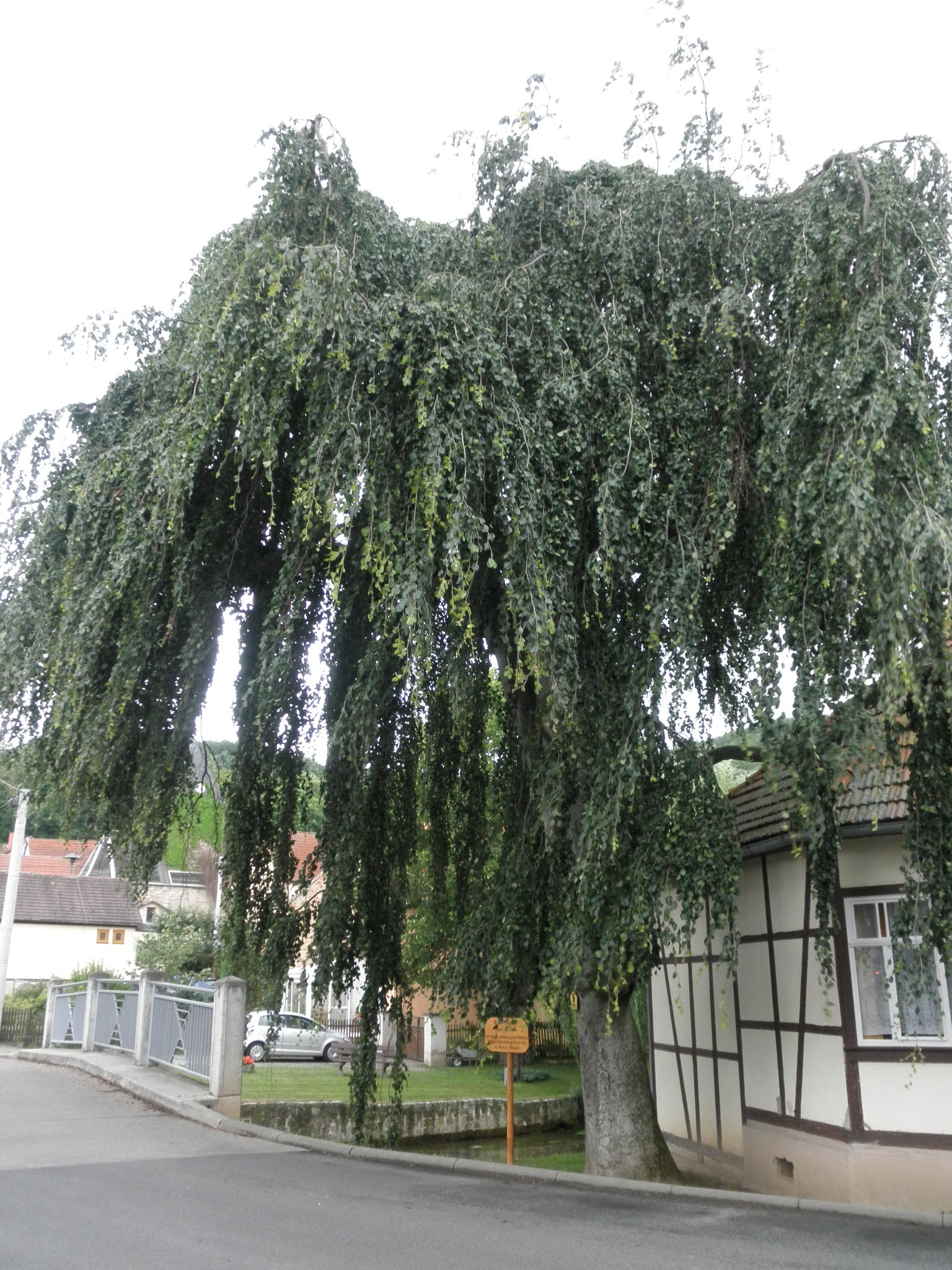
Trauerbuche

## Wirtschaft und Infrastruktur
Oberwillingen ist ein landwirtschaftlich geprägtes Dorf. Straßen verbinden das Dorf mit Griesheim im Süden, Niederwillingen im Osten und Behringen im Westen. Der nächste Bahnhof befindet sich in Niederwillingen etwa 1,5 Kilometer nordöstlich von Oberwillingen an der Bahnstrecke Arnstadt–Saalfeld. Busse verbinden das Dorf zusätzlich mit den Orten der Umgebung.